# گراف هندسی تصادفی

یک نمونه از گراف هندسی تصادفی در صفحه‌ی دو بعدی که r از بازه‌ی [0, 1] و N=۲۵۶ است.

در نظریه گرافها، گراف هندسی تصادفی ساده‌ترین شبکه فضایی ریاضی است، یعنی یک گراف غیر جهت‌دار که با جای گذاری تصادفی N گره در فضای متری ساخته‌شده است و دو گره به یک دیگر وصل می‌شوند اگر و تنها اگر فاصله‌ی بین دو گره مقدار مشخصی باشد مثلاً کمتر از مقدار مشخصی مثل r باشد.
یک نمونه واقعی از گراف هندسی تصادفی مدل سازی شبکه اد هاک متحرک است.